# Gère-Bélesten
Gère-Bélesten är en kommun i departementet Pyrénées-Atlantiques i regionen Nouvelle-Aquitaine i sydvästra Frankrike. Kommunen ligger i kantonen Laruns som tillhör arrondissementet Oloron-Sainte-Marie. År 2022 hade Gère-Bélesten 186 invånare.

## Befolkningsutveckling
Antalet invånare i kommunen Gère-Bélesten
| Referens: INSEE |